# 가이코노야시로역
가이코노야시로역(일본어: 蚕ノ社駅, かいこのやしろえき)은 일본 교토부 교토시 우쿄구에 있는 게이후쿠 전기 철도 아라시야마 본선의 역이다. 역 번호는 A6이다.

## 역사
2008년 1월 16일에 개통한 교토 시영 지하철 도자이 선의 우즈마사텐진가와역은 본 역에서 동쪽으로 약 250m거리에 있어, 동년 3월 28일 해당역과의 환승역으로 란덴텐진가와 역이 개통할 때까지 당분간은, 본 역이 지하철과의 환승역 역할을 담당하고 있었다. 두 역 간은 안내 표시 등도 게시되고 있지만 당시에는 보도가 좁은 공사 중인 구간도 많았다.
- 1910년 3월 25일: 아라시야마 전차 궤도의 역으로 영업 개시.
- 1918년 4월 2일: 회사 합병에 의한 교토 전등이 운영하는 아라시야마 전철역이 됨.
- 1942년 3월 2일: 노선 양도로 인한 게이후쿠 전기 철도의 역이 됨.

## 역 구조
상대식 승강장 2면 2선의 지상역이다. 역사 승강장 동쪽 끝 사로의 산조도리와 연결되자 병용 궤도에서 전용 궤도에 들어간 곳에 위치하고 있다. 안전 지대의 역 이외는 각 역으로도 1량분은 커버 가능하고 비교적 큰 역사와 형태화된 벤치가 있었지만, 본 역에는 양쪽의 플랫폼에도 3명이 앉는 벤치 밖에 없어 특히 아라시야마 방면에 있는 것은 임시 기둥과 작은 빈약한 것이다. 과거에는 시조오미야 방면 플랫폼에는 길쭉한 벤치가 설치되었지만 승강장의 폭이 좁은 데다 지하철과의 환승 혼잡이 예상되자 대부분의 벤치가 철거되었다. 또한, 시조오미야 방면 플랫폼은 포석이 깔려 있다.

## 역 주변
- 고노시마니마스아마테루미타마 신사(가이코노야시로)
- 교토 부도 112호 니조 정거장 아라시야마 선
- 아마쓰카 고분(국가지정사적)

## 인접역
| 게이후쿠 전기 철도 ■ 아라시야마 본선 | 게이후쿠 전기 철도 ■ 아라시야마 본선 | 게이후쿠 전기 철도 ■ 아라시야마 본선 |
| ------------------------------------ | ------------------------------------ | ------------------------------------ |
| A5 란덴텐진가와 시조오미야 방면      |                                      | 우즈마사코류지 A7 아라시야마 방면    |